# グアンダ・チャクアンバ
グアンダ・チャクアンバ（Gwandaguluwe "Gwanda" Chakuamba Phiri、1934年4月4日 - 2016年10月24日）は、2009年に政界引退したマラウイの著名な元政治家である。マラウイ南部のシーレ川下流域の出身。
チャクアンバは、度々所属や主張を変化させたその政治的姿勢から「カメレオン民主主義（a democracy of chameleons)」と呼ばれる、所属政党や信条、過去の対立よりも、如何に権力に近づき、権力を得るかを目的として、各々の議員が自在に政党や主張を替え、迎合と離反を繰り返すマラウイの民主化過程に特有な政治家の代表的な人物として知られる。

## 経歴

### 独立からバンダ大統領引退まで
1964年、マラウイはイギリスの植民地から独立を遂げた。チャクアンバはその1964年の選挙から1980年まで、マラウイで唯一の合法政党であったマラウイ会議党の主要人物の1人であった。ヘイスティングズ・カムズ・バンダ大統領による統治が行われていた当時、チャクアンバは様々な閣僚を歴任し、また党若年層による民兵組織、Young Pioneersの司令官も勤めていた。しかし、1980年2月に扇動容疑で起訴され、懲役22年の刑を受けた。
1993年7月にチャクアンバは刑務所から出所すると、それから1ヵ月後に行われた1993年マラウイ国民投票で多党制導入に賛成した。出所後はいったん野党の統一民主戦線 (UDF) に所属したものの、すぐにマラウイ会議党へと復帰し、党の事務総長へと就任した。1994年2月には、マラウイ会議党の次期大統領候補として出馬したバンダは、副大統領候補としてチャクアンバを指名した。
1994年5月17日に開催されたマラウイ最初の複数政党選挙の結果、バキリ・ムルジが現職のバンダを破って大統領へと就任。また、統一民主戦線も第一党となった。その結果、バンダは1994年8月に政界を引退し、チャクアンバがマラウイ会議党の指導者となった。

### ムルジ大統領時代
1999年2月、マラウイ会議党は5月に行われる予定の総選挙に向けて、民主同盟 (AFORD) との選挙協力を結ぶことを発表した。チャクアンバは選挙協力の見返りとして、民主同盟の党首であったチャクフワ・チハナを副大統領候補として指名した。この、チャクアンバが副大統領にジョン・テンボなどのマラウイ会議党内の有力なメンバーを指名しなかった行動は、党内に深刻な亀裂を生じ、結果として、テンボの支持者数千人がチャクアンバの辞任を要求するデモを行うまでに至った。
1999年6月15日に行われた大統領選挙の結果、ムルジは再び勝利し、チャクアンバは約45%の得票率で敗北した。国際選挙監視団は、選挙の大部分は公正かつ自由であったことを宣言したが、マラウイ会議党と民主同盟は高等裁判所に対し、ムルジ当選に異議を唱える請願と、16の選挙地域での不正を主張する請願を提出した。なお、裁判所はこの請願を棄却した。
2002年10月、チャクアンバは"ムルジが大統領の三期目に出馬するために必要な憲法改正に協力した議員には賄賂を払う"と主張したとされる手紙を偽造した容疑で逮捕された（その後、保釈金を支払って保釈された）。
2004年度の総選挙の数ヶ月前、チャクアンバはマラウイ会議党から去り、共和党（RP）を設立した。この共和党は、その他の6つの党で結成していた野党連合のムグウイリザノ連合へ強引に加わり、チャクアンバはこの選挙同盟の大統領候補として選出された。2004年5月20日に行われた選挙の結果、当選したのは統一民主戦線のビング・ワ・ムタリカで、チャクアンバは得票率を25.7%を獲得したが、ムタリカとマラウイ会議党のテンボに次ぐ第3位であった。

### ムタリカ政権下
選挙終了から公式結果が公表されるまでの期間に、チャクアンバは自身が大統領選挙に勝利したと主張し、投票所の出口調査によるムタリカ当選を有力とする調査結果は虚偽のものであると主張した。ムタリカの就任式は5月24日に行われたが、チャクアンバはこの選挙結果は捏造によるものだと非難した。しかしながら6月初頭になると、チャクアンバは選挙結果への異議申し立てを行うことをあきらめ、ムタリカの政権運営に協力することを約束した。この際、チャクアンバは閣僚のポジションを受けなかったが、共和党からは三人の議員が閣僚のポストを得た。その後の2005年2月にはチャクアンバ自身も農林水産大臣に就任している。同月にムタリカが統一民主戦線を去り、民主進歩党 (DPP) を結成すると、チャクアンバも共和党を脱退して民主進歩党へ参加した。その後、チャクアンバは民主進歩党内の選挙で同党の副代表となった。しかし2005年9月に、チャクアンバは農林水産大臣のポストを解任され、その数日後に「ムタリカ政権はクリスマスまで持たないだろう」と演説を行い、その結果逮捕されて尋問を受けた。
その後、チャクアンバは民主進歩党を脱退し、新たに新共和党を結成した。2007年にムタリカ大統領の妻であったエセルが死去した折には、チャクアンバはムタリカが妻の病気を隠していたことについて非難した。

### 選挙の敗北と引退
2009年の選挙において、チャクアンバは当初、ムルジの支援を受けて統一民主戦線から出馬しようと考えていた。2007年8月26日、チャクアンバはムルジとともにマラウイ会議党のテンボと会合を持ち、マラウイ会議党と統一民主戦線で共闘する話を持ちかけ、ムタリカに勝利するために団結することの重要性を強調した。しかし、それから二日後にテンボはチャクアンバら統一民主戦線との共闘の申し出を拒絶した 。
その後チャクアンバは2009年5月の大統領選挙になると、マラウイ会議党の候補で統一民主戦線と選挙協力を行っていたテンボに対抗し、民主進歩党の大統領候補であるムタリカ支持へ切り替えた。また、チャクアンバ自身も新共和党の議員候補としてンサンジェ県北部選挙区の候補として出馬したが、民主進歩党候補のフランク・エリアス（Frank Ellias）に敗北し、落選した。さらに、新共和党が1議席も獲得できなかったことが確定した直後に、チャクアンバは政界引退を表明し、魚の養殖事業に活動主体を移す予定であると述べた。同党が1議席も獲得できなかった結果に関して尋ねられると、"国家の発展のために政府の政策を支援する以外の仕事など存在しない（no business to exist other than supporting government agenda on national development）"と述べた。しかし報道によれば、ムタリカはかつて妻のエセルの死に関してチャクアンバから侮辱を受け、この件に関し謝罪を拒否していることから、チャクアンバを無視し続けている。